# Chacabuco (município)
Chacabuco é um partido (município) da província de Buenos Aires, na Argentina. Possuía, de acordo com estimativa de 2019, 52.304 habitantes.

## Localidades
- Castilla
- Chacabuco
- Los Angeles
- O Higgins
- Rawson
- Coliqueo
- Membrilhar
- Cucha Cucha
- Gregorio Villafañe
- Ingeniero Silveyra
- San Patricio